# وشتره
وشتره (به آلمانی: Westre) یک شهر در آلمان است که در نوردفرایسلند واقع شده‌است.
 وشتره  ۴۰۶ نفر جمعیت دارد.